# Dainis Krištopāns
Dainis Krištopāns, né le 27 septembre 1990 à Ludza, est un joueur de handball international letton évoluant au poste d'arrière droit en équipe nationale de Lettonie et dans le club allemand du MT Melsungen. Du haut de ses 2,15 m (7′ 1″), il fait partie des plus grands handballeurs de l'histoire.

## Palmarès

### En club
Compétitions internationales
- Vainqueur de la Ligue des champions (1) : 2019
- Vainqueur de la Ligue SEHA (2) : 2018, 2019

Compétitions nationales
- Vainqueur du Championnat de Slovaquie (6) : 2010, 2011, 2012, 2013, 2014, 2015
- Vainqueur de la Coupe de Slovaquie (6) : 2010, 2011, 2012, 2013, 2014, 2015
- Vainqueur du Championnat de Biélorussie (2) : 2016, 2017
- Vainqueur de la Coupe de Biélorussie (2) : 2016, 2017
- Vainqueur du Championnat de Macédoine du Nord (2) : 2018, 2019
- Vainqueur de la Coupe de Macédoine du Nord (1) : 2018
- Vainqueur du Championnat de France (3): 2021, 2022 et 2023
- Vainqueur de la Coupe de France (2) 2021, 2022

### Distinctions individuelles
- Élu meilleur arrière droit de la Ligue des champions en 2018-2019
- Élu meilleur arrière droit du Championnat de France 2022-2023